# Futbol Club Andorra
O Futbol Club Andorra (FC Andorra) é um clube de futebol andorrano.
Apesar de ser sediado em Andorra joga no Campeonato Espanhol de Futebol. Atualmente disputa a Terceira Divisão Espanhola.
Na temporada 2018–19 conquistou o título da Primeira Catalã, equivalente à 5ª divisão espanhola. Foi fundado em 1942, sendo o clube de futebol mais antigo de Andorra. Desde 1986 possui uma equipe também de futsal.

## História
O clube foi fundado em 15 de outubro de 1942 no pátio do Colégio de Nossa Senhora de Meritxell. É filiado à Real Federação Espanhola de Futebol, disputando assim a Liga Espanhola e a Copa do Rei, pois quando foi fundado não havia a Federação Andorrana de Futebol e também não existia uma liga de futebol em Andorra, esta que começou a ser disputada apenas em 1995.
De 1948 até 1976 disputava divisões regionais, e em 1977 subiu pela primeira vez à Quarta Divisão Espanhola, sendo campeão desta em 1980. Permaneceu na Terceira Divisão Espanhola por dezessete anos. Na temporada 1988/89 foi vice-campeão de seu grupo e subiu à Segunda Divisão Espanhola.
A maior conquista do clube foi em 1994 quando se tornou campeão Catalão ao vencer a Copa da Catalunha, eliminando o Barcelona na semi-final e na final derrotou o Espanyol, nos pênaltis.
Em dezembro de 2018, o zagueiro do Barcelona Gerard Piqué anunciou a aquisição do clube em um comunicado, e o grupo de investimento Kosmos Holding, pertencente ao jogador, assumiu o clube depois que seus sócios aprovaram a mudança de gestão.